# Tandsundhed uden Grænser
Tandsundhed uden Grænser (TUG) er en dansk humanitær organisation, en NGO og ulandsorganisation, der er grundlagt i 2002.
Tandsundhed uden Grænser er en medlemsorganisation, ledet af en medlemsvalgt bestyrelse. Antallet af medlemmer var i august 2008 mere end 500.
Tandsundhed uden Grænser arbejder på at forbedre tandsundhed i udviklingslandene, og organisationen udsender hvert år tandlæger, tandlægestuderende og tandplejere til en række udviklingslande, hvor de bl.a. i perioder på 14 dage tilbyder gratis akut tandbehandling og undervisning i tandsundhed.
Tandsundhed uden Grænser arbejder med projekter omkring tandsundhed i Argentina, Peru, Filippinerne, Vietnam og Mauretanien. Organisationens arbejde er først og fremmest koncentreret om børn og unge, og arbejdet foregår i samarbejde med lokale NGO'er, organisationer, institutioner og myndigheder.
Tandsundhed uden Grænser modtog Tandlægeforeningens Sundhedspris i 2006 for sin indsats for tandsundhed.

## Eksterne links
- Tandsundhed uden Grænser – officiel website